# Lijst van kerken in Waterland
Deze (incomplete) lijst geeft een overzicht van de kerkgebouwen in de Nederlandse gemeente Waterland, Noord-Holland.
| Kerk                        | Adres              | Wijk / Plaats      | Originele functie  | Huidige functie   | Bijzonderheden                                                     | Foto |
| --------------------------- | ------------------ | ------------------ | ------------------ | ----------------- | ------------------------------------------------------------------ | ---- |
| Gereformeerde kerk          | Schoolstraat 2     | Monnickendam       | Gereformeerde kerk | Woning            | In 1966 is de kerk uit dienst genomen en verbouwd tot woning       |      |
| Hervormde Sint-Nicolaaskerk | Kerkplein 13       | Broek in Waterland | Hervormde kerk     | Ongewijzigd       | Kerk staat op het Kerkplein en is rijksmonument                    |      |
| Hervormde kerk              |                    | Ilpendam           | Hervormde kerk     | Ongewijzigd       |                                                                    |      |
| Grote Kerk                  |                    | Marken             | Hervormde kerk     | Protestantse kerk | Meerdere schepen hangen in de kerk.                                |      |
| Hervormde kerk              | Dorpsstraat 43     | Uitdam             | Hervormde kerk     | Ongewijzigd       | Gebouwd in 1930                                                    |      |
| Hervormde kerk              | Dorpsstraat 42     | Watergang          | Hervormde kerk     | Ongewijzigd       | In de kerk hangt een 18e-eeuws scheepsmodel                        |      |
| Hervormde kerk              | Dorpsstraat 1      | Zuiderwoude        | Hervormde kerk     | Ongewijzigd       |                                                                    |      |
| Grote of Sint-Nicolaaskerk  | Zarken 1           | Monnickendam       | Rooms-katholiek    | Protestants       | Gebouwd in de 14e en 15e eeuw                                      |      |
| Koninkrijkszaal             | 't Spil 18         | Monnickendam       | Jehova's getuigen  | Ongewijzigd       |                                                                    |      |
| Lutherse kerk               | Zuideinde 38       | Monnickendam       | Luthers            | Ongewijzigd       | Pand heeft een tuin van ongeveer 10 meter diep en is rijksmonument |      |
| H.H. Nicolaas en Antonius   | Noordeinde 19      | Monnickendam       | Rooms-katholiek    | Ongewijzigd       | Ontworpen door Jos Tonnaer                                         |      |
| Opstandingskerk             | Graaf Willemlaan 1 | Monnickendam       | Hervormde Kerk     | Ongewijzigd       | Ook in gebruik als muziekschool                                    |      |
| Sint-Sebastianuskerk        | Dorpsstraat 58     | Ilpendam           | Rooms-katholiek    | Ongewijzigd       | Ontworpen door Theo Asseler                                        |      |